# چراگاه آزاد (فیلم ۲۰۰۳)
چراگاه آزاد یک وسترن آمریکایی ۲۰۰۳ است که توسط کوین کاستنر ساخته شده و رابرت دووال و کوین کاستنر در نقش‌های اصلی همراه با آنت بنینگ و مایکل گمبون در نقش‌های مکمل در آن بازی کرده‌اند.
این فیلم در گیشه موفق بود و منتقدین نیز آن را تحسین کردند.